# Оливер! (филм)
Оливер! (енгл. Oliver!) је британски драмски мјузикл филм из 1968. године, заснован на истоименом сценском мјузиклу Лајонела Барта из 1960, који је адаптација романа Оливер Твист Чарлса Дикенса из 1838. године. Филм је режирао Керол Рид по сценарију Вернона Хариса, и укључује музичке нумере као што су „Food, Glorious Food”, „Consider Yourself”, „As Long as He Needs Me”, „I'd Do Anything”, „You've Got to Pick a Pocket or Two” и „Where Is Love?”. Главне улоге тумаче Рон Муди, Оливер Рид, Хари Секомб, Шани Волис, Џек Вајлд и Марк Лестер. Снимљен у студију Shepperton у Сарију, филм је рађен у продукцији Џона Вулфа испред компаније Romulus. Међународни дистрибутер била је компанија Columbia Pictures.
На 41. додели Оскара, Оливер! је био номинован за једанаест награда, а освојио је шест, укључујући Оскара за најбољи филм, најбољу режију за Рида и почасну награду за кореографкињу Ону Вајт. На 26. додели Златних глобуса, филм је освојио два признања: најбољи филм – мјузикл или комедија и најбољи глумац – мјузикл или комедија за Рона Мудија.
Британски филмски институт рангирао Оливера! као 77. највећи британски филм 20. века . Године 2017., анкета од 150 глумаца, редитеља, писаца, продуцената и критичара за часопис Time Out сврстала га је на 69. најбољи британски филм икада.
Филмска архива Академије архивски је похранила Оливер! 1998. године.
Оливер! је објављен широм света на DVD-у 1998. од стране Columbia Tristar Home-а и компаније наследнице Sony Pictures Home Entertainment. Свугде другде осим у САД филм је издат је на једностраном диску. Од 2013. године, Sony га је објавио на Blu-ray форматима у неколико земаља, а САД су имале додатно ограничено издање од стране Twilight Time-а.

## Радња

### Први чин
У сиротињском дому у Данстаблу, сирочићима се служи каша за доручак. Група дечака извлачи сламке, а Оливер Твист извлачи ону замршену, па је примораван да приђе господину Бамблу и удовици Корни и затражи још једну порцију. Бесан, Бамбл одводи Оливера код управника да би га казнили, а затим парадира са Оливером на улици да би га продао као шегрта. Господин Собери, погребник, купује Оливера, али његов други шегрт, Ноа Клејпол, малтретира Оливера; када му Оливер узврати, затварају га прво у ковчег, а затим у подрум, где јадикује због немања породице. Одједном открива да је прозорска решетка откључана и бежи.
Недељу дана касније, Оливер стиже у Лондон. Он упознаје Врдаламу Препредњаковића, који га моментално узима под своје. Препредњаковић доводи Оливера у скровиште за младе џепароше које води Фејгин, који учи децу вештини крађе. Фејгин се касније састаје са Билом Сајксом, провалником, док Сајксова девојка Ненси радосно пева о лепим стварима у животу ниже класе. Када се Фејгин врати у своју јазбину, проверава своје скривено благо. Оливер се буди, примећује Фејгиново тајно скровиште и запрепашћује га; овај му објашњава да чува новац за старе дане.
Ујутро, Ненси и њена пријатељица Бет стижу у скровиште да покупе Сајксов новац. Дечаци се ругају Оливеру због његових добрих манира, које Ненси сматра шармантним. Фејгин шаље дечаке на посао, удружујући Оливера са Препредњаковићем. На тезги са књигама, Препредњаковић краде новчаник од господина Браунлоа, који убрзо оптужује Оливера да је лопов и позива полицију да га ухапси. У страху да ће Оливер разоткрити банду, Фејгин и Сајкс шаљу Ненси на суд, где је Оливер превише уплашен да би говорио; на срећу, књижар господин Џесоп сведочи да је Оливер невин. Браунло води Оливера са собом, док Сајкс и Фејгин шаљу Препредњаковића да их прати, на Ненсино незадовољство.

### Други чин
Оливер се буди у луксузној кући господина Браунлоа и радосно посматра са свог балкона трговце и становнике Блумсбери сквера. Фејгин и Сајкс одлучују да отму Оливера и врате га у јазбину уз Ненсину помоћ. Ненси испрва одбија да помогне, али је Сајкс физички злоставља, приморавајући је на послушност. Упркос томе, Ненси и даље воли Сајкса и верује да и он гаји иста осећања према њој.
Следећег јутра, господин Браунло шаље Оливера да обави нешто за њега. Пре него што оде, Оливер примећује портрет прелепе младе девојке. Господин Браунло уочава Оливерову сличност са девојком (његовом нећакињом Емили, која је нестала пре много година) и почиње да сумња да би он могао бити њен син. Током задатка, Ненси и Сајкс хватају Оливера и враћају га у Фејгинову јазбину. Долази до свађе око тога шта чинити са Оливером и стварима које му је господин Браунло поверио; Оливеров отпор наводи Сајкса да га претуче, али Ненси задржава његову руку. Ненси са жаљењем разматра њихов живот, али Сајкс тврди да је и неки живот бољи него никакав. Ненси одлази са гађењем. Фејгин покушава да смири страсти предлажући да њих двојица мирно седну и поразговарају, међутим, Сајкс одбија, и хвата Фагина за шију, говорећи да ће га убити ако га ико оцинкари. Након што Сајкс оде, Фејгин размишља да напусти свој злочиначки живот, али сваку замишљену алтернативу сматра једнако неодрживом.
Бамбл и Корни посећују Браунлоа након што он почне да истражује Оливерово порекло. Доносе му медаљон који је припадао Оливеровој мајци, која је у сиротињски дом стигла без новца и умрла на порођају. Браунло препознаје медаљон као онај од своје нећакиње и избацује их напоље, бесан што су себично одлучили да га задрже у нади да ће једном добити награди за њега. У међувремену, у покушају да Оливера упозна са злочиначким животом, Сајкс приморава Оливера да учествује у пљачки једне куће. Пљачка пропада када Оливер случајно пробуди укућане, а он и Сајкс побегну. Док Сајкса и Оливера нема, Ненси, уплашена за Оливеров живот, одлази до Браунлоа, признајући своју улогу у дечаковој отмици; међутим, она одбија да инкриминише Фејгина и Сајкса ради сопствене заштите. Она обећава да ће вратити дечака Браунлоу у поноћ на Лондонском мосту, а затим одлази у таверну. Када се појаве Сајкс и Оливер, Сајкс наређује свом псу Булсају да чува дечака. Ненси започиње живахну песму, надајући се да ће бука одвући пажњу Сајкса. Булсај, међутим, упозорава Сајкса, који креће у потеру.
Док се Оливер и Ненси опраштају на Лондонском мосту, Сајкс их сустиже, зграби обоје и одбацује Оливера у страну. Ненси тада покушава да одвуче Сајкса, што га наљути. Затим је вуче иза степеништа Лондонског моста и насилно је туче, смртно је повређујући. Затим одлази са Оливером, али Булсај одбија да послуша Сајксово наређење да га прати, и уместо тога се враћа на место где је Ненси подлегла повредама и упозорава полицију. Пас води Браунлоа и бесну руљу до скровишта лопова. Сајкс стиже у Фејгинову јазбину и тражи новац, откривајући да је убио Ненси. Када виде руљу која се приближава, лопови се разилазе и беже. Сајкс бежи са Оливером, користећи га као таоца. Током бекства, Фејгин губи своју драгоцену имовину, која тоне у блато. Сајкс покушава да побегне на суседни кров, али га полиција убија. Баш када се Фејгин спреми да напусти злочиначки живот, Препредњаковић се појављује ниоткуда са новчаником који је раније украо. Заједно плешу до изласка сунца, срећно решени да проведу остатак својих дана као лопови док се Оливер враћа у дом господина Браунлоа.

## Улоге
| Глумац          | Улога                   |
| --------------- | ----------------------- |
| Марк Лестер     | Оливер Твист            |
| Рон Муди        | Фејгин                  |
| Џек Вајлд       | Врдалама Препредњаковић |
| Оливер Рид      | Бил Сајкс               |
| Шани Волис      | Ненси                   |
| Хари Секомб     | господин Бамбл          |
| Џозеф О’Конор   | господин Браунло        |
| Хју Грифит      | магистрат               |
| Пеги Маунт      | Корни Даркнес           |
| Леонард Роситер | господин Собери         |
| Хилда Бејкер    | госпођа Собери          |
| Кенет Кранам    | Ноа Клејпол             |
| Мегс Џенкинс    | госпођа Бедвин          |
| Шила Вајт       | Бет                     |
| Венсли Пити     | др Гримвиг              |
| Џејмс Хејтер    | господин Џесоп          |
| Елизабет Најт   | Шарлот                  |